# Aulacospermum ikonnikovii
Aulacospermum ikonnikovii là một loài thực vật có hoa trong họ Hoa tán. Loài này được Kamelin mô tả khoa học đầu tiên năm 2000.